# Barrafranca
Barrafranca est une commune de la province d'Enna en Sicile (Italie).

## Géographie
Barrafranca se trouve à 39 km au sud-ouest d'Enna. Elle est située sur le versant sud-ouest des monts Héréens entre le Tardara et le Braemi.

## Administration
| Période                                  | Période  | Identité        | Étiquette                 | Qualité |
| ---------------------------------------- | -------- | --------------- | ------------------------- | ------- |
| 29 mai 2007                              | En cours | Angelo Ferrigno | Movimento Per l'Autonomia |         |
| Les données manquantes sont à compléter. |          |                 |                           |         |

### Hameaux
Aucun hameau

### Communes limitrophes
Mazzarino, Piazza Armerina, Pietraperzia, Riesi

### Évolution démographique
Habitants recensés